# Вильгельм фон Урах
Вильгельм II фон Урах, (нем. Wilhelm Karl Florestan Gero Crescentius von Urach, лит. Vilhelmas Urachas, лит. Mindaugas II; 30 мая 1864, Монако — 24 марта 1928, Рапалло, Италия) — немецкий принц из рода фон Урах, провозглашённый королём Литовского королевства под именем Миндаугаса (Миндовга) II.

## Ранние годы
Принц Вильгельм Карл Флорестан фон Урах, граф Вюртембергский был старшим сыном первого герцога фон Ураха Вильгельма (представителя морганатической ветви Вюртембергского герцогского (позже — королевского) дома) и его второй жены, принцессы Флорестины из Монако.
Вильгельм родился в Монако. В 4 года унаследовал от отца герцогство Урах (1869 год). С детства он был одним из наследников трона Монако. В 1913 году был одним из претендентов на трон Албании, но его обошёл другой принц — Вильгельм Вид. Германское правительство также прочило его на трон Лотарингии.
По семейной традиции Вильгельм поступил на службу в вюртембергскую армию в 1890-е годы и уже в Первой мировой войне командовал 26-й германской дивизией. С ноября 1914 года участвовал в германском наступлении на Францию и затем Бельгию. В декабре того же 1914 года участвовал в боях в Польше. В октябре-ноябре 1915 года участвовал в кампании против Сербии. Сражался в битве на Сомме. Вюртембергский генерал кавалерии.

## Король Литвы

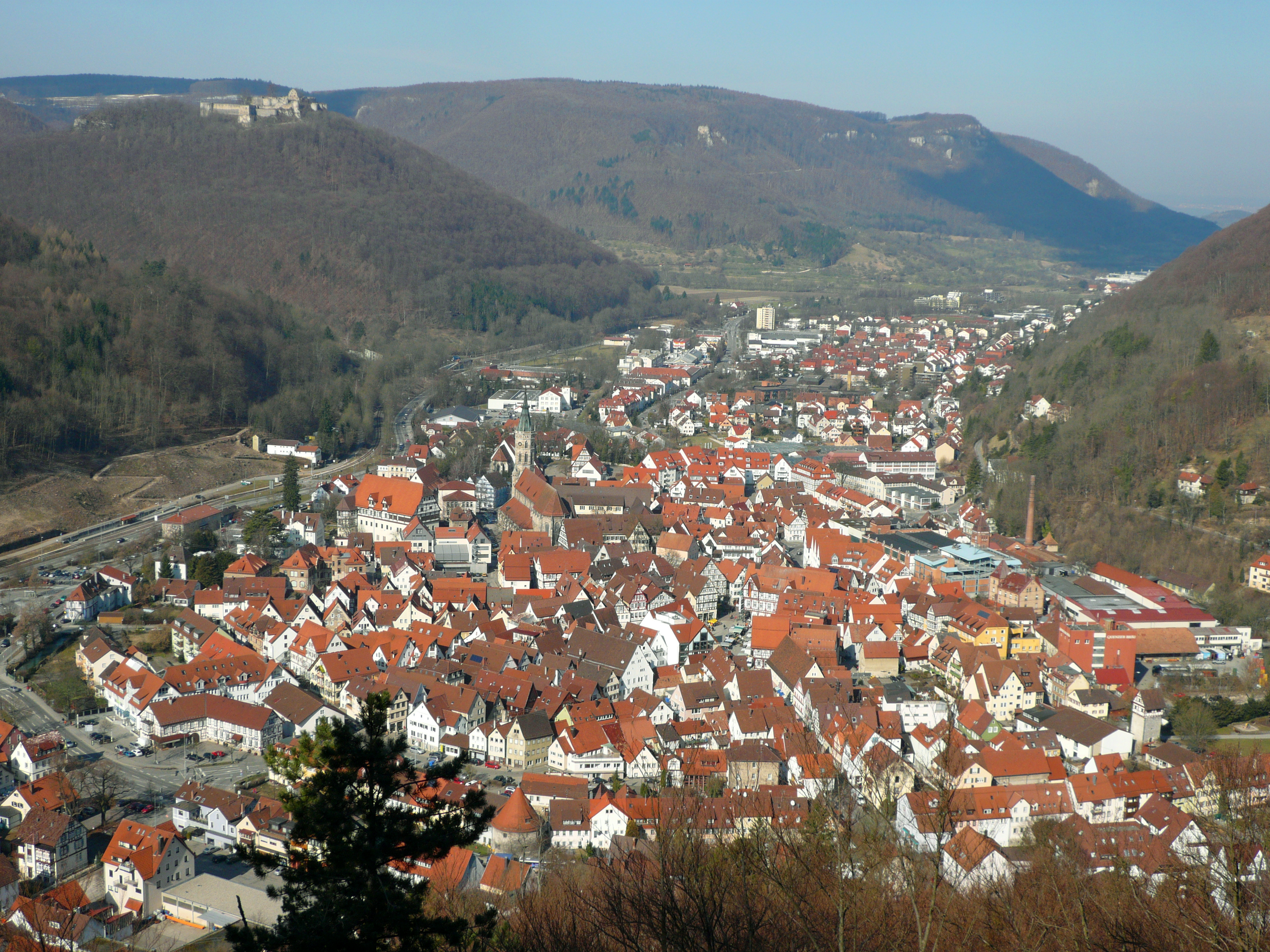
Город Урах, которому Вильгельм обязан своей фамилией

16 февраля 1918 года Литва была провозглашена независимым государством. 11 июля 1918 года Литовская Тариба приняла резолюцию, провозглашавшую Литву конституционной монархией. На литовский престол было решено пригласить Вильгельма фон Ураха (одним из критериев отбора было условие, что король должен быть католиком). Вильгельм принял предложение, он должен был переехать с семьёй в Вильно и начать обучаться литовскому языку. Так как он становился вторым католическим королём этого государства, то он должен был взойти на престол под именем Миндаугаса Второго. Но тем фактом, что королём стал не представитель династии Гогенцоллернов, были недовольны оккупационные власти Германии, чьи войска тогда занимали страну. После долгих споров в Тарибе 2 ноября 1918 года решение о монархическом строе было отозвано. Вильгельм так и не был коронован королём Литвы, формально будучи им около ста дней. Интересно, что он так и ни разу в жизни и не побывал в Литве.
Немецкий писатель Арнольд Цвейг описал событие избрания Вильгельма королём Литвы в своем романе 1937 года «Введение короля».
В 2012 году лидирующее монархическое объединение Литвы, Ассоциация «Королевский дом Литвы», признало внука Миндаугаса II, Иниго фон Ураха (род. 1962), легитимным наследником литовского королевского престола.

## Монегасское наследство
Поскольку у двоюродного племянника Вильгельма по матери, монегасского князя Луи II, не было законорожденных детей, Вильгельм должен был унаследовать престол княжества Монако. Во время Первой мировой войны вопрос престолонаследия в Монако озаботил французское правительство, которое не желало видеть его правителем подданного враждебной Германии. Франция вынудила князя Альбера I подписать 2-й франко-монегасский договор. При французской дипломатической поддержке в 1919 году наследник, будущий Луи II признал своей наследницей внебрачную дочь, Шарлотту, бывшую замужем за французским аристократом. Вильгельм фон Урах, который родился в Монако и проводил большую часть времени на Ривьере, не мог согласиться с этим решением. Его потомки до сих пор считают нынешних правителей Монако (потомков Шарлотты) узурпаторами.
После окончания войны и выхода в отставку, Вильгельм посвятил себя научной деятельности и получил в 1922 году докторскую степень в Тюбингенском университете за диссертацию по городской географии Ройтлингена.

Он также был кавалером Мальтийского ордена.

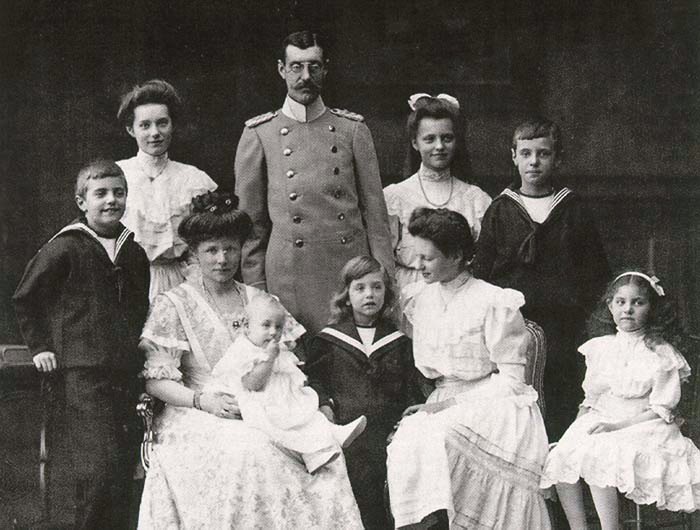
Вильгельм и его семья

## Семья и дети
Вильгельм был женат два раза. В 1892 году он женился на баварской принцессе Амалии (1865—1912), дочери Карла Теодора Баварского. По женским линиям она (как и многие другие европейские аристократы) происходила от Августа III и Станислава Лещинского — королей Польши и великих князей Литовских, что возможно было положительным фактором для Вильгельма, ещё не выбранного королём. От Амалии он имел девять детей:
- Мария Габриэла (22 июня 1893 — 19 марта 1908), умерла в возрасте 14 лет.
- Елизавета (23 августа 1894 — 13 октября 1962), вышла замуж за принца Карла Алоиза Лихтенштейнского (1878—1955), дядю Франца Иосифа Лихтенштейнского. У них родилось четверо детей.
- Карола (6 июня 1896 — 26 марта 1980), замужем не была. Детей не имела.
- Вильгельм (27 сентября 1897 — 8 августа 1957), сочетался морганатическим браком с Елизаветой Тойрер (1899—1988). Супруги имели двух дочерей.
- Карл Геро (19 августа 1899 — 15 августа 1981), третий герцог Урахский, женился на графине Габриеле фон Вальдбург цу Цайль и Траухбург (1910—2005). Детей у них не было.
- Маргарет (4 сентября 1901 — 28 января 1975), замужем не была. Детей не имела.
- Альбрехт (8 октября 1903 — 11 декабря 1969), первым браком женился на Розмари Блэкеддер (1901—1975), от которой у него родилась дочь. Вторым браком сочетался с Уте Вальдшмидт (1922—1984). У них родилось двое детей.
- Эберхард (24 января 1907 — 29 августа 1969), с 1948 года был женат на Иниге Турн-н-Таксис (1925—2008). У супругов родилось пятеро детей.
- Мехтильда (4 мая 1912 — 11 марта 2001), в 1932 году вышла замуж за Фридриха Карла Гогенлоэ-Вальденбург-Шиллингсфюрст (1908—1982). У супругов родилось 5 детей.

В 1924 он женился на принцессе Вильтруде Баварской (1884—1975) — дочери короля Баварии Людвига III. Во втором браке детей не было.